# The Facer
The Facer är ett svenskt rockband som släppt två album och tre EP-skivor, 1998-2000. Därefter lades bandet på is, men återförenades för ett singelsläpp och en spelning i Umeå 2008. Även 2011 släpptes nya låtar.

## Biografi
Medlemmarna i The Facer började att spela tillsammans 1992 under namnet Hela Hela. 1997 bytte bandet namn till The Facer och fick snabbt ett rykte som ett utomordentligt liveband. Gruppen skivdebuterade med EP-skivan King of Expectation (1998), vilken följdes upp av ytterligare en EP-skiva, Good Vibrations (1999). Debutalbumet Go for the Show släpptes samma år, följt av en tredje EP, Ramalama (Me on Your Side). Titelspåren från samtliga EP-skivor kom att inkluderas på debutalbumet.
1999 och 2000 spelade The Facer på Hultsfredsfestivalen.
Inför gruppens andra studioalbum, Final Exit, hade Peter Furby lämnat bandet och ersatts av David Sandström, med ett förflutet i band som Refused och Final Exit. Efter skivan lades bandet på is, dock utan att formellt upplösas. Bandet själva beskrev händelsen på följande sätt: "Vi skildes på en flygplats med varsin väska och gick åt varsitt håll. Det var som en fade, utklingande".
Efter åtta års tystnad återkom bandet 2008 med singeln "Light Up My Karma", som släpptes digitalt. David Sandström hade nu ersatts av den ursprungliga trummisen Peter Furby. Bandet gjorde sedan en spelning på Scharinska i Umeå – där Fredrik Fagerlund nu var en av delägarna – men tackade nej till ytterligare spelningar. Under konsertkvällen på Scharinska agerade Dennis Lyxzén och David Sandström DJ:s.
År 2011 återförenades bandet igen, och släppte några låtar på nättjänsten Soundcloud.

## Medlemmar
Senaste medlemmar
- Poul Perris – sång
- Fredrik Fagerlund – gitarr, orgel
- Henrik Kjellberg – basgitarr
- Peter Furby – trummor
- Patrik "Putte" Berglund – gitarr

Tidigare medlemmar
- David Sandström – trummor

## Diskografi

### Studioalbum
- 1999 – Go for the Show
- 2000 – Final Exit

### EP
- 1998 – King of Expectation
- 1999 – Good Vibrations
- 1999 – Ramalama (Me on Your Side)

### Singlar
- 2000 – "Motivation"
- 2000 – "Onetrack Mind"
- 2000 – "La La La (I Can't Help It)"
- 2008 – "Light Up My Karma"